# Палаj Кан
Палај Кан (хинд. पाले ख़ान) индијски је акциони филм из 1986. године.

## Улоге
| Глумац       | Улога          |
| ------------ | -------------- |
| Џеки Шроф    | Палај Кан      |
| Пунам Дилон  | Зулејка Кан    |
| Фарха Наз    | Хелен Бонс     |
| Анупам Кер   | Бонс           |
| Шакти Капур  | Гулбар Кан     |
| Суреш Оберој | Рамкришна Сина |